# Bootle
Bootle är en stad vid Merseys mynning i Nordvästra England. Ekonomin kretsar runt hamnen och associerade industrier. Staden är en del av Liverpools tätort, och Bootles centrum ligger ungefär 6 km norr om Liverpools innerstad. Tillsammans med Southport är Bootle ett av sätena för Seftons distriktsfullmäktige.
I stadens centrum finns viktorianska byggnader såsom stadshuset och badhuset. Öster om detta finns ett stort område med stora kontorsbyggnader, i väster finns Leeds and Liverpool Canal och stora hamnområden vid Mersey. I norr finns New Strand Shopping Centre, där James Bulger rövades bort 1993.

## Historia

### Ortnamn
Bootle kommer från fornengelskans botl 'byggnad', även om det idag är okänt vilken byggnad som avses. Det nedtecknades som Boltelai i Domesday Book 1086.

### Badort
Bootle var ursprungligen en liten by vid sanddynerna vid flodmynningen. Samhället började växa som badort för förmögna Liverpoolbor vid 1800-talets början. Några stora villor från denna tid finns kvar i området Bootle Village.

### Hamnstad
När Liverpool, Crosby and Southport Railway (idag en del av Merseyrail) byggdes på 1840-talet växte Bootle snabbt. Vid 1800-talets slut hade Liverpools hamn byggts ut längs hela stranden, ända till Seaforth Sands i norr. Samhället genomgick en kraftig industrialisering. Bootle blev stad (municipal borough) 1868 och landstingsfri stad (county borough) 1889, när Lancashires landsting upprättades. Under denna period kallades staden ibland formellt Bootle cum Linacre. Orrell Park införlivades med staden 1905. Det finns fortfarande stora områden med viktorianska radhus i rött tegel i Bootle.

### Andra världskriget
Hamnen gjorde Bootle till mål för tyska bombplan under blitzen. Ungefär 90 % av husen i staden skadades.

### Efterkrigstiden
Efter andra världskriget byggdes stora allmännyttiga bostadsområden i inlandet, bland annat Netherton, som byggdes enligt new town-principer. Högbanan och spårvägarna från Liverpool lades ned på 1950-talet.
Hamnens betydelse minskade under 1960- och 1970-talen, och Bootle drabbades av hög arbetslöshet och minskande befolkning. Byggandet av stora kontor för statliga myndigheter och National Girobank skapade arbetstillfällen, men de fylldes huvudsakligen av pendlare från andra orter.
Bootles poliskår slogs ihop med Liverpools 1967, men när de landstingsfria städerna avskaffades 1974 slogs inte Bootle ihop med Liverpool, utan med andra städer längre norrut till distriktet Sefton i det nya storstadslänet Merseyside.

## Kända personer från Bootle
- Jamie Carragher , mittback Liverpool FC
- Steve McManaman, mittfältare Liverpool FC, Real Madrid